# Autopista Navarra-Guipúzcoa
La autopista Navarra-Guipúzcoa o A-15 es una vía de gran capacidad que se inicia como continuación de la autovía de Leizarán en el límite administrativo entre Navarra y Guipúzcoa y termina en Astigarraga, en el nudo con la AP-8 y la GI-41. Consta de tres tramos bien difrenciados: el primero de ellos fue construido originalmente como parte de la autovía de Leizaran y cubre su recorrido entre su unión con esta en Berástegui, finalizando en Andoáin; el segundo es un tramo solapado con la N-I; el tercero y más moderno se separa de la N-I para continuar hasta su final en Astigarraga. Este último es conocido coloquialmente como Autovía del Urumea.
Tras la reordenación de la red de carreteras realizada por la Diputación Foral de Guipúzcoa con motivo de la apertura del Segundo Cinturón de San Sebastián por el que discurre actualmente la AP-8, se hizo una autovía hasta San Sebastián por los problemas de tráfico de la GI-131, llamándose Autovía del Urumea. En 2011 se inauguró la variante de Andoáin, último tramo por terminar de nueva construcción, y en 2013 se terminó de desdoblar la variante de Hernani, finalizando así la autovía completa. La autovía pasa por los municipios de Hernani, Astigarraga, Urnieta, Andoáin y San Sebastián.
Comienza en la salida 447 de la N-I y finaliza en San Sebastián enlazando con la autopista AP-8 y la GI-41. Tiene una longitud de 14 kilómetros. El tramo de la variante de Hernani iniciaron la construcción en 1998 y finalizó en 2001 como carretera convencional y entre 2011 y 2013 se desdobló para completar la autovía como alternativa.

## Tramos
| Denominación | Tramo | Kilómetros | Año servicio                                                  |
| ------------ | --- | ---------- | ------------------------------------------------------------- |
| A-15         | Limítrofe Navarra/Guipúzcoa – Elduayen                                                                         | 6,8        | 1995                                                          |
| A-15         | Elduayen – Villabona                                                                                           | 6,4        | 1995                                                          |
| A-15         | Villabona – Aduna N-I                                                                                          | 3,5        | 1995                                                          |
| N-I          | Aduna - Andoáin Oeste                                                                                          | 2,4        | ¿1976?                                                        |
| A-15         | Variante de Andoáin Tramo: Andoáin Oeste N-I - Urnieta Sur Mejora del Nudo de Andoáin con la N-I (sentido Sur) | 2,2 -      | 2011 En redacción de proyecto (pendiente licitación de obras) |
| A-15         | Variante de Urnieta Tramo: Urnieta Sur - Hernani Oeste                                                         | 3,1        | 2009                                                          |
| A-15         | Variante de Hernani Tramo original: Hernani Oeste - Hernani Este Tramo ampliado: Hernani Oeste - Hernani Este  | 2,4 2,4    | 1 carril por sentido: 2001 2 carriles por sentido: 2013       |
| A-15         | Variante de Astigarraga Tramo: Hernani Este - Astigarraga Norte GI-41                                          | 3,2        | 2006                                                          |

## Esquema de la vía
| Velocidad | Esquema | Salida | Sentido Astigarraga (ascendente)                                    | Sentido Irurzun (descendente)                                                         | Destinos Cercanos                |
| --------- | ------- | ------ | ------------------------------------------------------------------- | ------------------------------------------------------------------------------------- | -------------------------------- |
|           |         |        |                                                                     |                                                                                       |                                  |
|           |         | 141    | GI-2130 Berástegui                                                  | GI-2130 Berástegui                                                                    |                                  |
|           |         |        |                                                                     | área de descanso                                                                      |                                  |
|           |         |        | Túnel de Gorosmendi 472 m                                           |                                                                                       |                                  |
|           |         |        | Túnel de San Lorentzo 785 m                                         |                                                                                       |                                  |
|           |         |        | Túnel de Belabieta 1836 m                                           |                                                                                       |                                  |
|           |         |        | Túnel de Oindolar 550 m                                             |                                                                                       |                                  |
|           |         |        | E-5 N-I San Sebastián - Lasarte-Oria Andoáin - Tolosa               |                                                                                       | San Sebastián Vitoria seguir N-I |
|           |         |        | Túnel de Atorrasagasti 300 m                                        |                                                                                       |                                  |
|           |         | 159    |                                                                     | Andoáin N-I Lasarte-Oria GI-11 San Sebastián E-5 E-70 E-80 AP-1 AP-8 Bilbao - Vitoria | Tolosa seguir N-I                |
|           |         | 160    | GI-3722 Aranaztegi Ergoein Andoáin                                  |                                                                                       |                                  |
|           |         | 162    | GI-3722 Errazu Urnieta                                              | Urnieta                                                                               |                                  |
|           |         |        | Túnel de Oztaran 201 m                                              |                                                                                       |                                  |
|           |         | 164    | GI-2132 Hernani (Galarreta) GI-3722 Urnieta                         | GI-2132 Hernani (Galarreta) GI-3722 Urnieta                                           |                                  |
|           |         |        | Túnel de Portu 68 m                                                 |                                                                                       |                                  |
|           |         | 166    | Hernani industrialdea 1-2 GI-3410 Goizueta                          | Hernani industrialdea 1-2 GI-3410 Goizueta                                            |                                  |
|           |         |        | Túnel de Ergobia 68 m                                               |                                                                                       |                                  |
|           |         |        | Túnel de Erbetegi 66 m                                              |                                                                                       |                                  |
|           |         |        | Túnel de Basozabal 64 m                                             |                                                                                       |                                  |
|           |         | 167    |                                                                     | Hernani industrialdea 1 Martindegi Astigarraga                                        |                                  |
|           |         | 167    | E-5 E-70 E-80 AP-1 AP-8 Rentería - Pasajes - Irún Burdeos (Francia) |                                                                                       |                                  |
|           |         | 169    | Astigarraga E-5 E-70 E-80 AP-1 AP-8 Bilbao - Vitoria                |                                                                                       | San Sebastián seguir GI-41       |